# 三鬼商事
三鬼商事株式会社（みきしょうじ）は、東京都中央区に本社を置く大手不動産会社。オフィスビルのテナント仲介大手。

## 概要
オフィス賃貸仲介として、三幸エステート、シービーアールイーと並ぶ大手事業者である。
オフィスマーケット情報（各地域におけるオフィスビルの平均空室率および平均賃料）の発表を定期的に行っている。空室率の情報は日経新聞などに提供している。

## 沿革
- 1965年 - 三鬼商事株式会社設立
- 1977年 - 三鬼企画管理株式会社設立
- 1980年 - オフィス機器リース株式会社設立
- 2004年 - 本社を東京都中央区八重洲へ移転
- 2023年 - 本社を東京都中央区京橋へ移転

## 事業所
- 本社：東京都中央区京橋3-1-1 東京スクエアガーデン 11階
- 支店：札幌・仙台・京橋・新橋・神田・新宿・横浜・名古屋・大阪・福岡・調査室

## 定期刊行物
- オフィスリポート
- 最新オフィスビル市況